# Campeonato Pernambucano de Futebol de 2014
O Campeonato Pernambucano de Futebol de 2014, cujo nome oficial atual é Pernambucano Coca-Cola 2014 - Série A1 por motivos de patrocínio, é a 100ª edição do campeonato estadual de futebol de Pernambuco. Devido a realização da Copa do Mundo de 2014 no Brasil, excepcionalmente esse ano, o início da competição teve que ser antecipado ainda para dezembro de 2013.

## Regulamento
Na primeira fase, que não conta com Santa Cruz, Sport e Náutico, equipes participantes da Copa do Nordeste, os nove clubes restantes jogam entre si no sistema de pontos corridos com jogos de ida e volta. As três primeiras colocadas estão classificadas para a segunda fase da competição, na qual se juntarão as equipes da capital. O clube que obtiver o maior número de pontos sera o campeão receberá um trófeu e 50 medalhas douradas, assegura o direito a uma vaga na Série D do Campeonato Brasileiro de 2014 e na Copa do Brasil de 2015.
A segunda fase será disputada por dois grupos: um hexagonal decisivo incluindo as três primeiras equipes da primeira fase mais Santa Cruz, Sport e Náutico e, um "grupo da morte" com as seis equipes que foram eliminadas na primeira fase, no qual os dois últimos colocados serão rebaixados para a Série A2 de 2015. Em ambos os grupos, as equipes jogam entre si, também no sistema de ida e volta.
Na fase final, as quatro primeiras equipes do hexagonal da segunda fase disputam um cruzamento eliminatório: 1º com o 4º e 2º com 3º, em confrontos de ida e volta. Os ganhadores das semi-finais se classificam para a final, que também será disputada em ida e volta, para decidir o grande campeão. Se por acaso uma equipe vencer por 5x0 o primeiro jogo e perder o segundo por 2x0, a decisão vai para os pênaltis.

## Equipes Participantes
| Equipe                                                | Cidade                   | Em 2013 | Estádio (Mando)              | Capacidade | Títulos (Último)    | Part. |
| ----------------------------------------------------- | ------------------------ | ------- | ---------------------------- | ---------- | ------------------- | ----- |
| América Futebol Clube                                 | Recife                   | 2º (A2) | Ademir Cunha                 | 12 000     | 6 (último em 1944)  | 80    |
| Central Sport Club                                    | Caruaru                  | 5º      | Estádio Luiz José de Lacerda | 19 478     | 0 (não possui)      | 52    |
| Chã Grande Futebol Clube                              | Chã Grande               | 10º     | Carneirão                    | 10 000     | 0 (não possui)      | 2     |
| Clube Náutico Capibaribe                              | Recife                   | 3º      | Arena Pernambuco             | 44 300     | 21 (último em 2004) | 99    |
| Pesqueira Futebol Clube                               | Pesqueira                | 7º      | Joaquim de Brito             | 3 000      | 0 (não possui)      | 2     |
| Clube Atlético do Porto                               | Caruaru                  | 9º      | Estádio Luiz José de Lacerda | 19 478     | 0 (não possui)      | 20    |
| Salgueiro Atlético Clube                              | Salgueiro                | 6º      | Cornélio de Barros           | 12 070     | 0 (não possui)      | 8     |
| Santa Cruz Futebol Clube                              | Recife                   | 1º      | Arruda                       | 60 044     | 27 (último em 2013) | 99    |
| Serra Talhada Futebol Clube                           | Serra Talhada            | 8º      | Nildo Pereira                | 5 000      | 0 (não possui)      | 3     |
| Sport Club do Recife                                  | Recife                   | 2º      | Ilha do Retiro               | 32 983     | 39 (último em 2010) | 97    |
| Associação Acadêmica e Desportiva Vitória das Tabocas | Vitória de Santo Antão   | 1º (A2) | Carneirão                    | 10 000     | 0 (não possui)      | 4     |
| Sociedade Esportiva Ypiranga Futebol Clube            | Santa Cruz do Capibaribe | 4º      | Limeirão                     | 5 000      | 0 (não possui)      | 14    |

## Classificação e resultados

### Primeira fase
|  | v d e |

1As vagas de Pernambuco na Série D deveriam ser para o primeiro colocado da primeira fase e a equipe mais bem classificada ao final do campeonato. Mas, como o primeiro colocado foi o Salgueiro, que disputa a Série C e a segunda fase ainda tem Sport, que disputa a Série A, além de Santa Cruz e Náutico que disputam a Série B, automaticamente, o segundo e terceiro colocado nesta primeira fase, garantem as vagas da Série D de 2014

#### Desempenho por rodada
Clubes que lideraram o campeonato ao final de cada rodada:
| Rodadas   | Rodadas | Rodadas | Rodadas | Rodadas | Rodadas | Rodadas | Rodadas | Rodadas | Rodadas | Rodadas | Rodadas | Rodadas | Rodadas | Rodadas | Rodadas | Rodadas | Rodadas |
| --------- | ------- | ------- | ------- | ------- | ------- | ------- | ------- | ------- | ------- | ------- | ------- | ------- | ------- | ------- | ------- | ------- | ------- |
| 1         | 2       | 3       | 4       | 5       | 6       | 7       | 8       | 9       | 10      | 11      | 12      | 13      | 14      | 15      | 16      | 17      | 18      |
| SALGUEIRO |         |         |         |         |         |         |         |         |         |         |         |         |         |         |         |         |         |

Clubes que ficaram na última posição do campeonato ao final de cada rodada:
| Rodadas | Rodadas | Rodadas | Rodadas | Rodadas | Rodadas | Rodadas | Rodadas | Rodadas | Rodadas | Rodadas | Rodadas | Rodadas | Rodadas | Rodadas | Rodadas | Rodadas | Rodadas |
| ------- | ------- | ------- | ------- | ------- | ------- | ------- | ------- | ------- | ------- | ------- | ------- | ------- | ------- | ------- | ------- | ------- | ------- |
| 1       | 2       | 3       | 4       | 5       | 6       | 7       | 8       | 9       | 10      | 11      | 12      | 13      | 14      | 15      | 16      | 17      | 18      |
| YPI     | YPI     | YPI     | STL     | STL     | STL     | CHA     | AME     | AME     | PES     | YPI     | YPI     | AME     | AME     | AME     | AME     | AME     | AME     |

### Segunda fase
|  | v d e |

#### Desempenho por rodada
Clubes que lideraram o campeonato ao final de cada rodada
| Rodadas | Rodadas | Rodadas | Rodadas | Rodadas | Rodadas | Rodadas | Rodadas | Rodadas | Rodadas |
| ------- | ------- | ------- | ------- | ------- | ------- | ------- | ------- | ------- | ------- |
| 1       | 2       | 3       | 4       | 5       | 6       | 7       | 8       | 9       | 10      |
| STC     | SPO     | SPO     | NAU     | SPO     | SPO     | NAU     | NAU     | SPO     | NAU     |

Clubes que ficaram na última posição do campeonato ao final de cada rodada
| Rodadas | Rodadas | Rodadas | Rodadas | Rodadas | Rodadas | Rodadas | Rodadas | Rodadas | Rodadas |
| ------- | ------- | ------- | ------- | ------- | ------- | ------- | ------- | ------- | ------- |
| 1       | 2       | 3       | 4       | 5       | 6       | 7       | 8       | 9       | 10      |
| CEN     | CEN     | CEN     | CEN     | POR     | POR     | POR     | POR     | POR     | POR     |

### Hexagonal do rebaixamento
|  | v d e |

#### Desempenho por rodada
Clubes que ficaram na penúltima posição do Torneio da Morte ao final de cada rodada
| Rodadas | Rodadas | Rodadas | Rodadas | Rodadas | Rodadas | Rodadas | Rodadas | Rodadas | Rodadas |
| ------- | ------- | ------- | ------- | ------- | ------- | ------- | ------- | ------- | ------- |
| 1       | 2       | 3       | 4       | 5       | 6       | 7       | 8       | 9       | 10      |
| YPI     | VIT     | YPI     | AME     | YPI     | CHA     | CHA     | CHA     | CHA     | CHA     |

Clubes que ficaram na última posição do Torneio da Morte ao final de cada rodada
| Rodadas | Rodadas | Rodadas | Rodadas | Rodadas | Rodadas | Rodadas | Rodadas | Rodadas | Rodadas |
| ------- | ------- | ------- | ------- | ------- | ------- | ------- | ------- | ------- | ------- |
| 1       | 2       | 3       | 4       | 5       | 6       | 7       | 8       | 9       | 10      |
| PES     | YPI     | VIT     | VIT     | VIT     | VIT     | VIT     | VIT     | VIT     | VIT     |

### Fase final
|  | Semifinais | Semifinais    | Semifinais | Semifinais |   |   | Final   | Final | Final | Final |
|  |            |               |            |            |   |   |         |       |       |       |
|  | 1          | Náutico (pen) | 0          | 1 (5)      |   |   |         |       |       |       |
|  | 4          | Salgueiro     | 2          | 0 (3)      |   |   |         |       |       |       |
|  |            |               |            |            |   | 1 | Náutico | 0     | 0     |       |
|  |            | 2             | Sport      | 2          | 1 |   |         |       |       |       |
|  | 2          | Sport (pen)   | 0          | 1 (5)      |   |   |         |       |       |       |
|  | 3          | Santa Cruz    | 3          | 0 (3)      |   |   |         |       |       |       |

|  | Disputado do 3° lugar |   |   |   |
|  |                       |   |   |   |
|  | Salgueiro             | 1 | 2 | 3 |
|  | Santa Cruz            | 1 | 1 | 2 |

## Campeão
- Semi-Finais
- Santa Cruz 3 x 0 Sport - Primeiro Jogo
- Sport 1 x 0 Santa Cruz - Segundo jogo
- Sport classificado para a final após vencer a disputa de pênaltis.
- Salgueiro 2 x 0 Náutico - Primeiro jogo
- Náutico 1 x 0 Salgueiro - Segundo jogo
- Náutico classificado para a final após vencer a disputa de pênaltis.
- Final
- Sport 2 x 0 Náutico - Primeiro jogo
- Náutico 0 x 1 Sport - Segundo jogo

| Campeão Pernambucano de 2014 |
| ---------------------------- |
| Sport Campeão (40º título)   |

- Sport se torna campeão da centésima edição do Campeonato Pernambucano de Futebol

| Vice Campeão: | Terceiro Colocado: | Equipe mais: | Artilheiro:              | Melhor goleiro: |
| ------------- | ------------------ | ------------ | ------------------------ | --------------- |
| Náutico       | Salgueiro          | Sport        | Léo Gamalho (Santa Cruz) | Magrão (Sport)  |

## Artilharia
| Gols | Jogador                                                    | Time         |
| ---- | ---------------------------------------------------------- | ------------ |
| 12   | Léo Gamalho                                                | Santa Cruz   |
| 8    | Neto Baiano                                                | Sport        |
| 6    | Kanu                                                       | Salgueiro    |
| 6    | Pedro Carmona                                              | Náutico      |
| 3    | Danilo Lins                                                | Central      |
| 3    | Johnathan Goiano                                           | Central      |
| 3    | Hugo                                                       | Náutico      |
| 3    | Patric                                                     | Sport        |
| 2    | Erivelto Jean Batista                                      | Central      |
| 2    | Elicarlos Marcos Vinícius                                  | Náutico      |
| 2    | Kiros                                                      | Porto-PE     |
| 2    | Victor Caicó Aylton Alemão                                 | Salgueiro    |
| 2    | Betinho Flávio Caça-Rato Carlos Alberto Jefferson Maranhão | Santa Cruz   |
| 2    | Felipe Azevedo Ewerton Páscoa                              | Sport        |
| 1    | 24 jogadores                                               | 24 jogadores |

## Seleção do Campeonato
Prêmios
- Craque: Neto Baiano (Sport)
- Artilheiro: Léo Gamalho (Santa Cruz)
- Reveleção: Flávio Ramos (Náutico)
- Campeão do Interior: (Salgueiro)
- Musa do Campeonato: Jacqueline Milet (Sport)
- Técnico: Eduardo Baptista (Sport)
- Artilheiro do Interior: Kiros (Porto-PE) e Junior Juazeiro (Serra Talhada)
- Árbitro: Sandro Meira Ricci

Time
- Goleiro: Magrão (Sport)
- Zagueiro: Durval (Sport)
- Zagueiro: Ferron (Sport)
- Lateral-Direito: Patric (Sport)
- Lateral-Esquerdo: Renê (Sport)
- Volante: Ewerton Páscoa (Sport)
- Volante: Elicarlos (Náutico)
- Meio-campo: Pedro Carmona (Náutico)
- Meio-campo: Zé Mario (Náutico)
- Atacante: Neto Baiano (Sport)
- Atacante: Léo Gamalho (Santa Cruz)